# ترنس پینتو
ترنس پینتو (انگلیسی: Terence Pinto؛ زادهٔ ۱۲ سپتامبر ۱۹۸۹) بازیکن فوتبال اهل فرانسه است.
از باشگاه‌هایی که در آن بازی کرده‌است می‌توان به باشگاه فوتبال اوستنده اشاره کرد.